# Duty (album)
Duty è il terzo album studio della cantante giapponese Ayumi Hamasaki, pubblicato il 27 settembre 2000 in Giappone. L'album ha venduto circa 2 900 000 copie.

## Tracce
1. Starting Over - 1:36 (Ken Harada)
2. Duty - 5:15 (Ayumi Hamasaki, Naoto Suzuki, Ken Harada)
3. vogue - 4:27(Ayumi Hamasaki, Kazuhito Kikuchi, Naoto Suzuki)
4. End of the World - 4:40 (Ayumi Hamasaki, Yasuhiko Hoshino, Naoto Suzuki)
5. Scar - 4:17 (Ayumi Hamasaki, Kunio Tago, Naoto Suzuki)
6. Far Away - 5:34 (Ayumi Hamasaki, Kazuhito Kikuchi,D.A.I, HΛL)
7. Surreal - 4:42 (Ayumi Hamasaki, Kazuhito Kikuchi, HΛL)
8. Audience - 4:06 (Ayumi Hamasaki, D.A.I, HΛL)
9. SEASONS - 4:15 (Ayumi Hamasaki, D.A.I, HΛL)
10. teddy bear - 4:18 (Ayumi Hamasaki, D.A.I, Shingo Kobayashi)
11. Key ~Eternal Tie Version~ - 3:14 (Ayumi Hamasaki, Kunio Tago, Naoto Suzuki)
12. Girlish - 4:55 (Ayumi Hamasaki, Yasuhiko Hoshino, Shingo Kobayashi)